# Dghwede jezik
Dghwede jezik (stariji nazivi: azaghvana, dehoxde, hude, johode, tghuade, toghwede, traude, wa’a, zaghvana; ISO 639-3: dgh), čadski jezik skupine Biu-Mandara kojim govori oko 30 000 ljudi (1980 UBS) u nigerijskoj državi Borno.
.
Etnička grupa Dghwede živi u distriktu (LGA) Gvoza (ratari).

## Vanjske poveznice
- Ethnologue (14th)
- Ethnologue (15th)